# Xenar
Xenar ist eine 1920 für Schneider-Kreuznach eingetragene Wortmarke für ein fotografisches Objektiv. Mit der Marke wurde eine Objektivserie von Schneider bezeichnet, die nach dem Muster des von Paul Rudolph entwickelten 4-linsigen Tessars konstruiert ist. Die ersten Xenare mit dem Öffnungsverhältnis 1:4 wurden 1919, d. h. sechs Jahre nach Gründung von Schneider, eingeführt. Das Objektiv ist vergleichsweise kompakt und hat einen Bildwinkel von 60 bis 62° (Weitwinkelobjektiv). Es wurde von Schneider bis in die späten 1990er Jahre produziert.

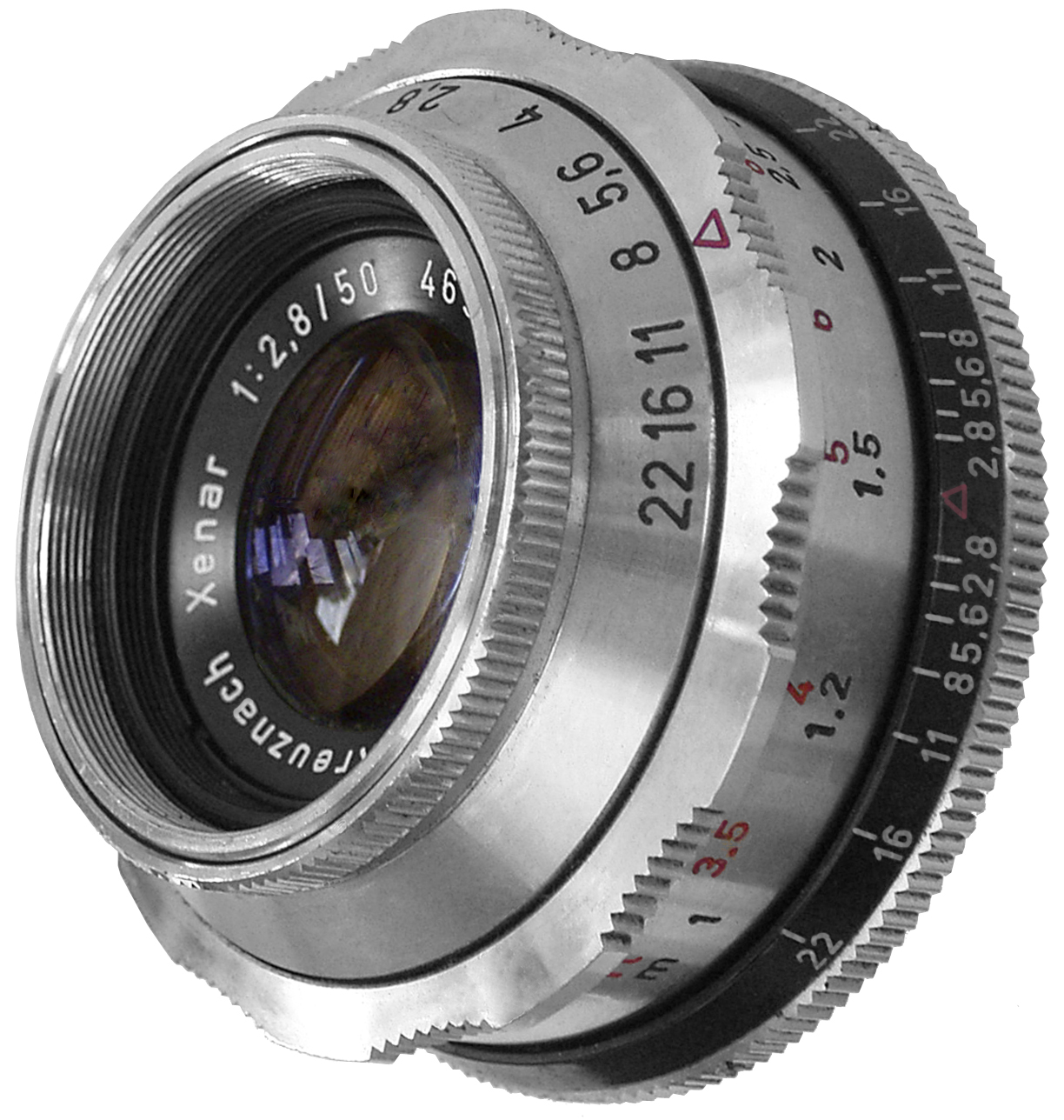
Xenar 1:2,8/50 mm
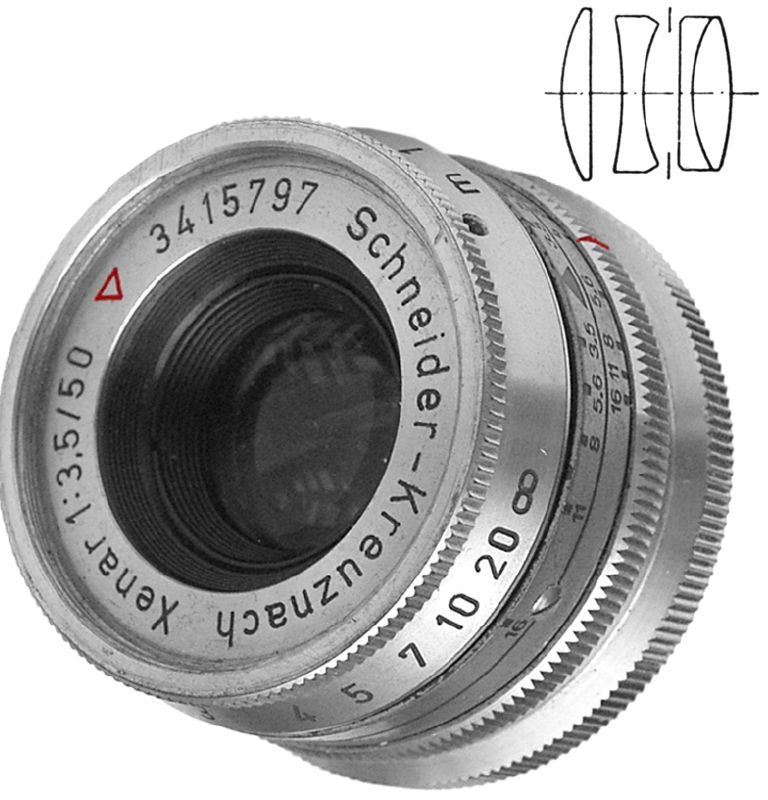
Xenar 1:3,5/50 mm
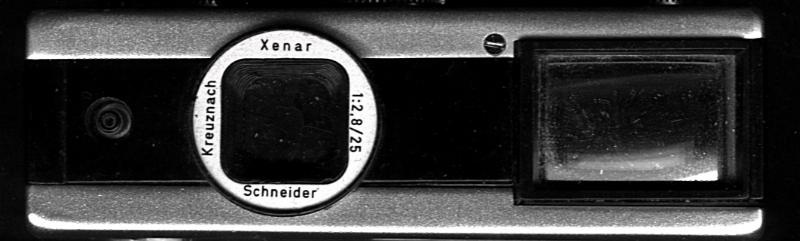
Ein - kleines - Xenar an einer Edixa-Kamera
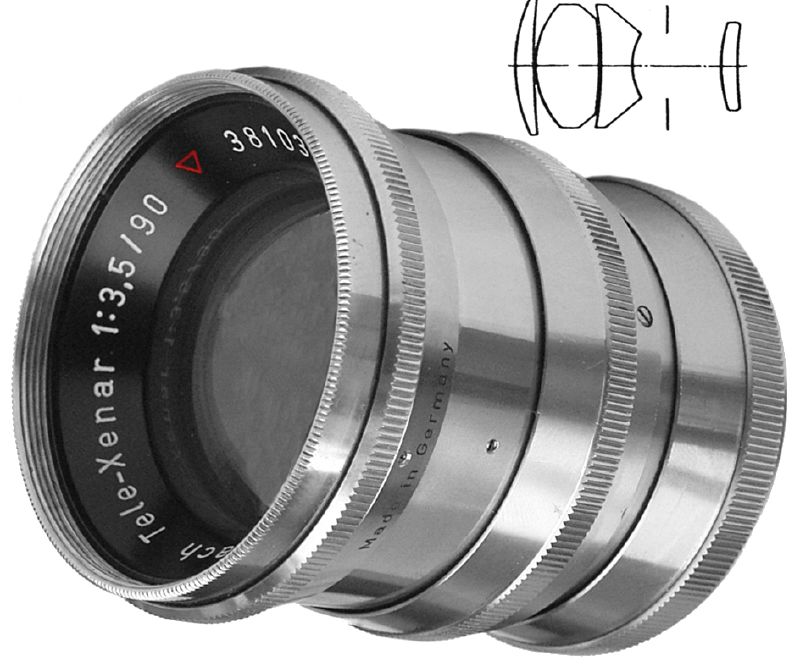
Tele-Xenar 1:3,5/90 mm für das Kleinbild mit abweichendem Bau

Eine wichtige Verbesserung des Xenars gelang Albrecht Wilhelm Tronnier 1935. Für das Kleinbild-Format konnte er die Lichtstärke auf 1:2,8 für Weitwinkel- und Normalobjektive steigern; für Mittelformat-Objektive bis auf 1:3,5 (DRP 667453, DRP 753329 sowie US-Patent 2.084.714).

## Tele-Xenar
Tele-Xenare der Brennweiten 250 und 360 mm für die Großformat-Fotografie haben ebenfalls den typischen Tessar-Aufbau. Für Tele-Xenare für das Kleinbildformat galt dies nicht (siehe Abbildung). Für das Mittelformat (Rollei) waren Tele-Xenare 1:4/150 mm, 1:2,8/180 mm sowie ein 1:4/300 Apo-Tele-Xenar erhältlich.